# Choniolaimus novempapillatus
Choniolaimus novempapillatus är en rundmaskart. Choniolaimus novempapillatus ingår i släktet Choniolaimus, och familjen Choniolaimidae. Arten är reproducerande i Sverige.